# St. Georg (Großholzhausen)

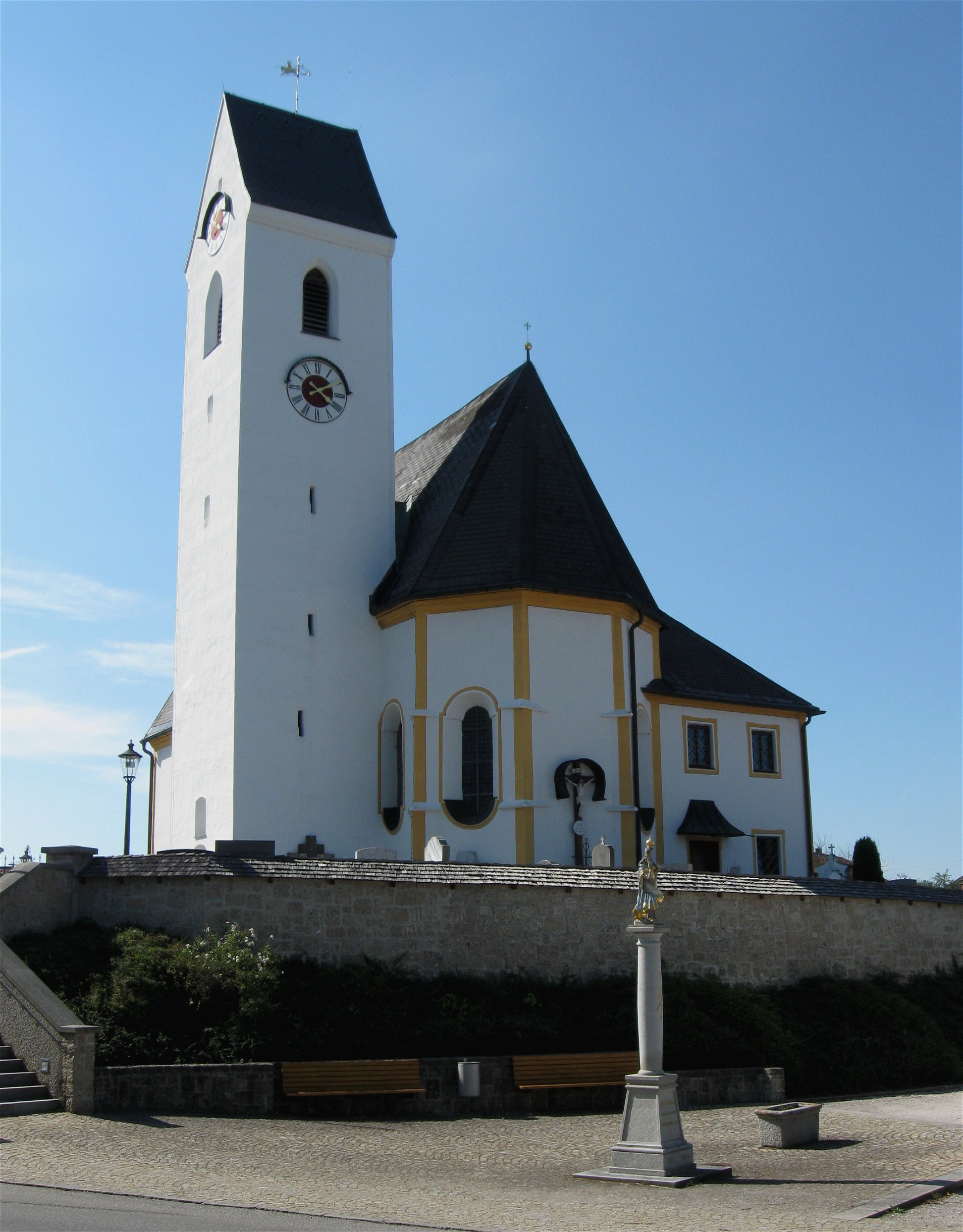
St. Georg in Großholzhausen

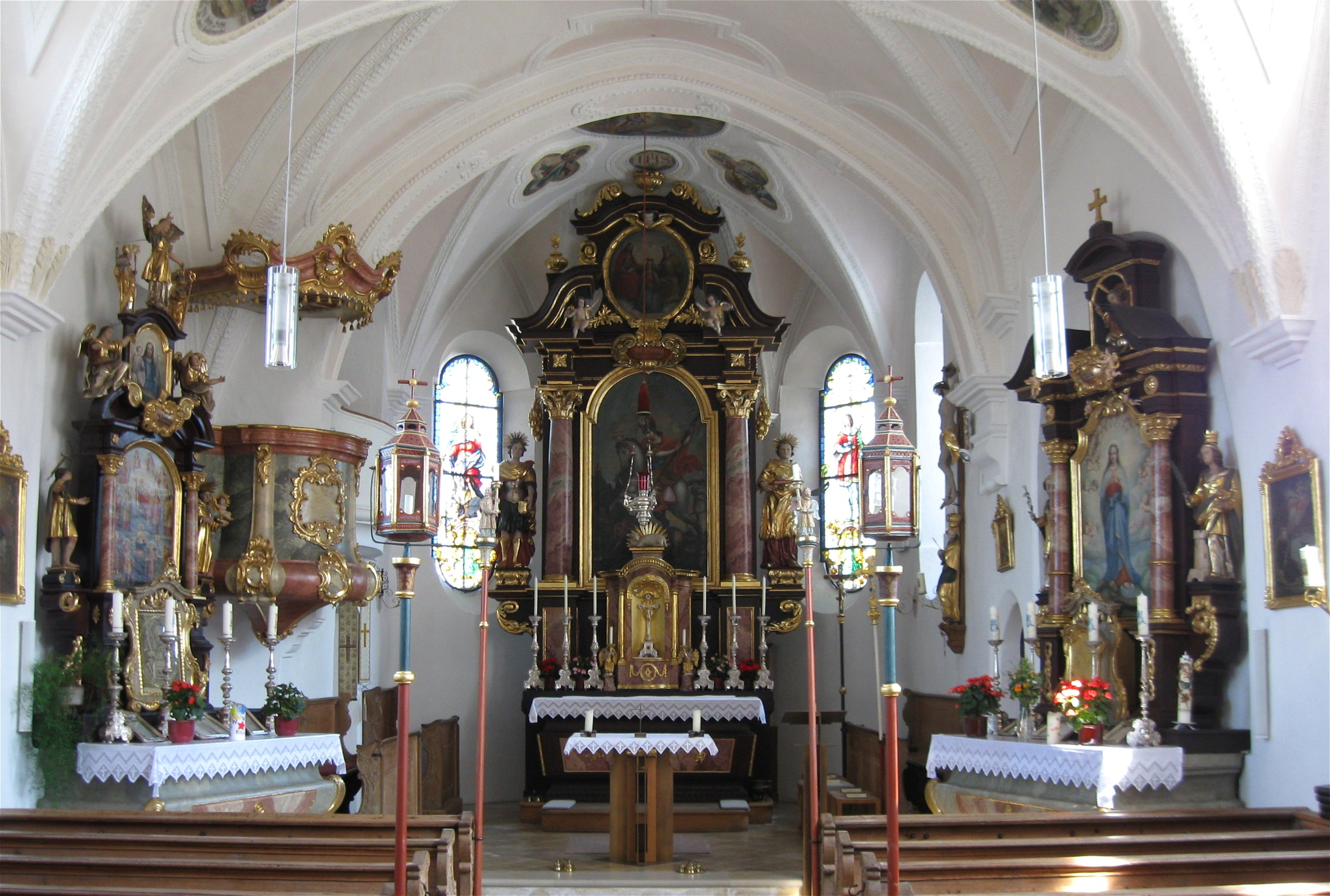
Innenansicht

St. Georg ist eine römisch-katholische Pfarrkirche in Großholzhausen, einem Gemeindeteil von Raubling im oberbayerischen Landkreis Rosenheim. Das Bauwerk ist in der Liste der Baudenkmäler in Raubling als Baudenkmal unter der Nr. D-1-87-165-3 eingetragen. Die Kirche gehört zum Dekanat Rosenheim des Erzbistums München und Freising.

## Beschreibung
Die im Kern spätgotische Saalkirche besteht aus dem 1690 nach Westen verlängerten Langhaus, dem eingezogenen, dreiseitig geschlossenen Chor im Osten, einem Vorzeichen im Westen, der Sakristei an der Nordwand und dem Chorflankenturm an der Südwand des Chors. 
Der Innenraum des Langhauses ist mit einem Stichkappengewölbe überspannt. Die Fresken wurden 1793 eingebracht. Der Hochaltar wurde um 1690 aufgestellt, die Kanzel 1774.